# Gran Turismo
Гран Туризмо је серија тркачких видео игара за Плејстејшн конзолу развијена од стране Полифони Дигитал. Од своје премијере 1997. до данас продато је преко 70 милиона комада игрице.